# Гус-Крик (приток Снейка)
Гус-Крик (англ. Goose Creek) — река в США, правый приток реки Снейк.
Длина — 198 км (123 мили). Площадь водосборного бассейна — 2901 км² (1120 квадратных миль). Берёт начало в Национальном лесу Сотуф, на юго-западе округа Каша, Айдахо. Течёт в южном направлении через округ Элко, Невада, после впадения Литл-Гус-Крик (англ. Little Goose Creek) поворачивает на северо-восток и возвращается в Айдахо через Бокс-Элдер, Юта. В нескольких милях к югу от Оукли на реке построена плотина, образующая водохранилище Лоуэр-Гус-Крик. Остаток русла до устья недалеко от Берли пересох из-за интенсивного орошения.
Получила своё название в честь гусей, обитающих на берегах реки. Калифорнийская тропа проходила вдоль Гус-Крик от границы Айдахо с Ютой до Литл-Гус-Крик в Неваде.